# Список астероїдів (11201—11300)
| Назва                                 | Тимчасове позначення | Дата відкриття    | Місце відкриття             | Відкривач                                              |
| ------------------------------------- | -------------------- | ----------------- | --------------------------- | ------------------------------------------------------ |
| 11201 Таліх (Talich)                  | 1999 EL5             | 13 березня 1999   | Обсерваторія Ондржейов      | Ленка Коткова                                          |
| 11202 Тедданхем (Teddunham)           | 1999 FA10            | 22 березня 1999   | Станція Андерсон-Меса       | LONEOS                                                 |
| 11203 Денієлбеттен (Danielbetten)     | 1999 FV26            | 19 березня 1999   | Сокорро (Нью-Мексико)       | LINEAR                                                 |
| (11204) 1999 FQ28                     | 1999 FQ28            | 19 березня 1999   | Сокорро (Нью-Мексико)       | LINEAR                                                 |
| (11205) 1999 FY28                     | 1999 FY28            | 19 березня 1999   | Сокорро (Нью-Мексико)       | LINEAR                                                 |
| 11206 Бібі (Bibee)                    | 1999 FR29            | 19 березня 1999   | Сокорро (Нью-Мексико)       | LINEAR                                                 |
| 11207 Блек (Black)                    | 1999 FQ58            | 20 березня 1999   | Сокорро (Нью-Мексико)       | LINEAR                                                 |
| (11208) 1999 GT16                     | 1999 GT16            | 15 квітня 1999    | Сокорро (Нью-Мексико)       | LINEAR                                                 |
| (11209) 1999 GP18                     | 1999 GP18            | 15 квітня 1999    | Сокорро (Нью-Мексико)       | LINEAR                                                 |
| (11210) 1999 GP22                     | 1999 GP22            | 6 квітня 1999     | Сокорро (Нью-Мексико)       | LINEAR                                                 |
| (11211) 1999 GD24                     | 1999 GD24            | 6 квітня 1999     | Сокорро (Нью-Мексико)       | LINEAR                                                 |
| 11212 Теббатт (Tebbutt)               | 1999 HS              | 18 квітня 1999    | Вумера                      | Френк Золотовскі                                       |
| (11213) 1999 HF8                      | 1999 HF8             | 16 квітня 1999    | Сокорро (Нью-Мексико)       | LINEAR                                                 |
| (11214) 1999 HP8                      | 1999 HP8             | 16 квітня 1999    | Сокорро (Нью-Мексико)       | LINEAR                                                 |
| (11215) 1999 HN10                     | 1999 HN10            | 17 квітня 1999    | Сокорро (Нью-Мексико)       | LINEAR                                                 |
| 11216 Billhubbard                     | 1999 JG1             | 8 травня 1999     | Каталінський огляд          | Каталінський огляд                                     |
| (11217) 1999 JC4                      | 1999 JC4             | 10 травня 1999    | Сокорро (Нью-Мексико)       | LINEAR                                                 |
| (11218) 1999 JD20                     | 1999 JD20            | 10 травня 1999    | Сокорро (Нью-Мексико)       | LINEAR                                                 |
| 11219 Бенбон (Benbohn)                | 1999 JN20            | 10 травня 1999    | Сокорро (Нью-Мексико)       | LINEAR                                                 |
| (11220) 1999 JM25                     | 1999 JM25            | 10 травня 1999    | Сокорро (Нью-Мексико)       | LINEAR                                                 |
| (11221) 1999 JO26                     | 1999 JO26            | 10 травня 1999    | Сокорро (Нью-Мексико)       | LINEAR                                                 |
| (11222) 1999 JR27                     | 1999 JR27            | 10 травня 1999    | Сокорро (Нью-Мексико)       | LINEAR                                                 |
| (11223) 1999 JC30                     | 1999 JC30            | 10 травня 1999    | Сокорро (Нью-Мексико)       | LINEAR                                                 |
| (11224) 1999 JP32                     | 1999 JP32            | 10 травня 1999    | Сокорро (Нью-Мексико)       | LINEAR                                                 |
| 11225 Борден (Borden)                 | 1999 JD36            | 10 травня 1999    | Сокорро (Нью-Мексико)       | LINEAR                                                 |
| (11226) 1999 JO36                     | 1999 JO36            | 10 травня 1999    | Сокорро (Нью-Мексико)       | LINEAR                                                 |
| 11227 Ксенборисова (Ksenborisova)     | 1999 JR43            | 10 травня 1999    | Сокорро (Нью-Мексико)       | LINEAR                                                 |
| 11228 Ботнік (Botnick)                | 1999 JW49            | 10 травня 1999    | Сокорро (Нью-Мексико)       | LINEAR                                                 |
| 11229 Брукебоверс (Brookebowers)      | 1999 JX52            | 10 травня 1999    | Сокорро (Нью-Мексико)       | LINEAR                                                 |
| (11230) 1999 JV57                     | 1999 JV57            | 10 травня 1999    | Сокорро (Нью-Мексико)       | LINEAR                                                 |
| (11231) 1999 JF59                     | 1999 JF59            | 10 травня 1999    | Сокорро (Нью-Мексико)       | LINEAR                                                 |
| (11232) 1999 JA77                     | 1999 JA77            | 12 травня 1999    | Сокорро (Нью-Мексико)       | LINEAR                                                 |
| (11233) 1999 JA82                     | 1999 JA82            | 12 травня 1999    | Сокорро (Нью-Мексико)       | LINEAR                                                 |
| (11234) 1999 JS82                     | 1999 JS82            | 12 травня 1999    | Сокорро (Нью-Мексико)       | LINEAR                                                 |
| (11235) 1999 JP91                     | 1999 JP91            | 12 травня 1999    | Сокорро (Нью-Мексико)       | LINEAR                                                 |
| (11236) 1999 KX14                     | 1999 KX14            | 18 травня 1999    | Сокорро (Нью-Мексико)       | LINEAR                                                 |
| (11237) 1999 KE15                     | 1999 KE15            | 18 травня 1999    | Сокорро (Нью-Мексико)       | LINEAR                                                 |
| 11238 Йоханморітс (Johanmaurits)      | 2044 P-L             | 24 вересня 1960   | Паломарська обсерваторія    | К. Й. ван Гаутен, І. ван Гаутен-Ґроневельд, Т. Герельс |
| 11239 Маркграф (Marcgraf)             | 4141 P-L             | 24 вересня 1960   | Паломарська обсерваторія    | К. Й. ван Гаутен, І. ван Гаутен-Ґроневельд, Т. Герельс |
| 11240 Пізон (Piso)                    | 4175 P-L             | 24 вересня 1960   | Паломарська обсерваторія    | К. Й. ван Гаутен, І. ван Гаутен-Ґроневельд, Т. Герельс |
| 11241 Ехут (Eckhout)                  | 6792 P-L             | 24 вересня 1960   | Паломарська обсерваторія    | К. Й. ван Гаутен, І. ван Гаутен-Ґроневельд, Т. Герельс |
| 11242 Франспост (Franspost)           | 2144 T-1             | 25 березня 1971   | Паломарська обсерваторія    | К. Й. ван Гаутен, І. ван Гаутен-Ґроневельд, Т. Герельс |
| 11243 де Ґрааув (de Graauw)           | 2157 T-1             | 25 березня 1971   | Паломарська обсерваторія    | К. Й. ван Гаутен, І. ван Гаутен-Ґроневельд, Т. Герельс |
| 11244 Андрекейперс (Andrekuipers)     | 4314 T-2             | 29 вересня 1973   | Паломарська обсерваторія    | К. Й. ван Гаутен, І. ван Гаутен-Ґроневельд, Т. Герельс |
| 11245 Гансдерейк (Hansderijk)         | 3100 T-3             | 16 жовтня 1977    | Паломарська обсерваторія    | К. Й. ван Гаутен, І. ван Гаутен-Ґроневельд, Т. Герельс |
| 11246 Орвіллрайт (Orvillewright)      | 4250 T-3             | 16 жовтня 1977    | Паломарська обсерваторія    | К. Й. ван Гаутен, І. ван Гаутен-Ґроневельд, Т. Герельс |
| 11247 Вілберрайт (Wilburwright)       | 4280 T-3             | 16 жовтня 1977    | Паломарська обсерваторія    | К. Й. ван Гаутен, І. ван Гаутен-Ґроневельд, Т. Герельс |
| 11248 Блеріо (Bleriot)                | 4354 T-3             | 16 жовтня 1977    | Паломарська обсерваторія    | К. Й. ван Гаутен, І. ван Гаутен-Ґроневельд, Т. Герельс |
| 11249 Етна (Etna)                     | 1971 FD              | 24 березня 1971   | Паломарська обсерваторія    | К. Й. ван Гаутен, І. ван Гаутен-Ґроневельд, Т. Герельс |
| (11250) 1972 AU                       | 1972 AU              | 14 січня 1972     | Гамбурзька обсерваторія     | Любош Когоутек                                         |
| 11251 Icarion                         | 1973 SN1             | 20 вересня 1973   | Паломарська обсерваторія    | К. Й. ван Гаутен, І. ван Гаутен-Ґроневельд, Т. Герельс |
| 11252 Лаерт (Laertes)                 | 1973 SA2             | 19 вересня 1973   | Паломарська обсерваторія    | К. Й. ван Гаутен, І. ван Гаутен-Ґроневельд, Т. Герельс |
| 11253 Місяць (Mesyats)                | 1976 UP2             | 26 жовтня 1976    | КрАО                        | Смирнова Тамара Михайлівна                             |
| 11254 Конкохекісуй (Konkohekisui)     | 1977 DL2             | 18 лютого 1977    | Обсерваторія Кісо           | Хірокі Косаї, Кіїтіро Фурукава                         |
| 11255 Фудзіієкіо (Fujiiekio)          | 1977 DC4             | 18 лютого 1977    | Обсерваторія Кісо           | Хірокі Косаї, Кіїтіро Фурукава                         |
| 11256 Фуґлсанґ (Fuglesang)            | 1978 RO8             | 2 вересня 1978    | Обсерваторія Ла-Сілья       | Клаес-Інґвар Лаґерквіст                                |
| 11257 Родіонта (Rodionta)             | 1978 TP2             | 3 жовтня 1978     | КрАО                        | Черних Микола Степанович                               |
| 11258 Аояма (Aoyama)                  | 1978 VP1             | 1 листопада 1978  | Коссоль                     | Коїтіро Томіта                                         |
| (11259) 1978 VD3                      | 1978 VD3             | 7 листопада 1978  | Паломарська обсерваторія    | Е. Гелін, Ш. Дж. Бас                                   |
| (11260) 1978 VD9                      | 1978 VD9             | 7 листопада 1978  | Паломарська обсерваторія    | Е. Гелін, Ш. Дж. Бас                                   |
| (11261) 1978 XK                       | 1978 XK              | 6 грудня 1978     | Паломарська обсерваторія    | Едвард Бовелл, Арчибальд Варнок                        |
| (11262) 1979 MP3                      | 1979 MP3             | 25 червня 1979    | Обсерваторія Сайдинг-Спрінг | Е. Гелін, Ш. Дж. Бас                                   |
| (11263) 1979 OA                       | 1979 OA              | 23 липня 1979     | Станція Андерсон-Меса       | Едвард Бовелл                                          |
| 11264 Клаудіомакконе (Claudiomaccone) | 1979 UC4             | 16 жовтня 1979    | КрАО                        | Микола Черних                                          |
| (11265) 1981 EU34                     | 1981 EU34            | 2 березня 1981    | Обсерваторія Сайдинг-Спрінг | Ш. Дж. Бас                                             |
| (11266) 1981 ES41                     | 1981 ES41            | 2 березня 1981    | Обсерваторія Сайдинг-Спрінг | Ш. Дж. Бас                                             |
| (11267) 1981 UE28                     | 1981 UE28            | 24 жовтня 1981    | Паломарська обсерваторія    | Ш. Дж. Бас                                             |
| 11268 Спаський (Spassky)              | 1985 UF5             | 22 жовтня 1985    | КрАО                        | Журавльова Людмила Василівна                           |
| 11269 Книр (Knyr)                     | 1987 QG10            | 26 серпня 1987    | КрАО                        | Карачкіна Людмила Георгіївна                           |
| (11270) 1988 EA2                      | 1988 EA2             | 13 березня 1988   | Обсерваторія Брорфельде     | Поуль Єнсен                                            |
| (11271) 1988 KB                       | 1988 KB              | 19 травня 1988    | Паломарська обсерваторія    | Е. Гелін                                               |
| (11272) 1988 RK                       | 1988 RK              | 8 вересня 1988    | Паломарська обсерваторія    | Е. Гелін                                               |
| (11273) 1988 RN11                     | 1988 RN11            | 14 вересня 1988   | Обсерваторія Серро Тололо   | Ш. Дж. Бас                                             |
| (11274) 1988 SX2                      | 1988 SX2             | 16 вересня 1988   | Обсерваторія Серро Тололо   | Ш. Дж. Бас                                             |
| (11275) 1988 SL3                      | 1988 SL3             | 16 вересня 1988   | Обсерваторія Серро Тололо   | Ш. Дж. Бас                                             |
| (11276) 1988 TM1                      | 1988 TM1             | 13 жовтня 1988    | Обсерваторія Кушіро         | Сейджі Уеда, Хіроші Канеда                             |
| 11277 Баллард (Ballard)               | 1988 TW2             | 8 жовтня 1988     | Паломарська обсерваторія    | Керолін Шумейкер, Юджин Шумейкер                       |
| 11278 Телесіо (Telesio)               | 1989 SD3             | 26 вересня 1989   | Обсерваторія Ла-Сілья       | Ерік Вальтер Ельст                                     |
| (11279) 1989 TC                       | 1989 TC              | 1 жовтня 1989     | Паломарська обсерваторія    | Джеффрі Алу, Е. Гелін                                  |
| 11280 Сакурай (Sakurai)               | 1989 TY10            | 9 жовтня 1989     | Обсерваторія Кітамі         | Масаюкі Янаї, Кадзуро Ватанабе                         |
| (11281) 1989 UM1                      | 1989 UM1             | 28 жовтня 1989    | Обсерваторія Кані           | Йосікане Мідзуно, Тошімата Фурута                      |
| 11282 Ханакуса (Hanakusa)             | 1989 UY2             | 30 жовтня 1989    | Обсерваторія Кітамі         | Кін Ендате, Кадзуро Ватанабе                           |
| (11283) 1989 UX4                      | 1989 UX4             | 25 жовтня 1989    | Обсерваторія Клеть          | Антонін Мркос                                          |
| 11284 Belenus                         | 1990 BA              | 21 січня 1990     | Коссоль                     | Ален Морі                                              |
| (11285) 1990 QU3                      | 1990 QU3             | 22 серпня 1990    | Паломарська обсерваторія    | Генрі Гольт                                            |
| (11286) 1990 RO8                      | 1990 RO8             | 15 вересня 1990   | Обсерваторія Ла-Сілья       | Анрі Дебеонь                                           |
| (11287) 1990 SX                       | 1990 SX              | 16 вересня 1990   | Паломарська обсерваторія    | Генрі Гольт                                            |
| 11288 Окунохосоміті (Okunohosomichi)  | 1990 XU              | 10 грудня 1990    | Обсерваторія Ґейсей         | Тсутому Секі                                           |
| 11289 Фрескобальді (Frescobaldi)      | 1991 PA2             | 2 серпня 1991     | Обсерваторія Ла-Сілья       | Ерік Вальтер Ельст                                     |
| (11290) 1991 RA1                      | 1991 RA1             | 10 вересня 1991   | Обсерваторія Дінік          | Ацуші Суґіе                                            |
| (11291) 1991 RZ10                     | 1991 RZ10            | 10 вересня 1991   | Паломарська обсерваторія    | Генрі Гольт                                            |
| 11292 Бундзісузукі (Bunjisuzuki)      | 1991 RC28            | 8 вересня 1991    | Обсерваторія Кітт-Пік       | Spacewatch                                             |
| (11293) 1991 XL                       | 1991 XL              | 4 грудня 1991     | Обсерваторія Кушіро         | Сейджі Уеда, Хіроші Канеда                             |
| (11294) 1992 CK                       | 1992 CK              | 4 лютого 1992     | Обсерваторія Ґейсей         | Тсутому Секі                                           |
| 11295 Ґуставларссон (Gustaflarsson)   | 1992 EU28            | 8 березня 1992    | Обсерваторія Ла-Сілья       | UESAC                                                  |
| 11296 Дензен (Denzen)                 | 1992 KA              | 24 травня 1992    | Обсерваторія Ґейсей         | Тсутому Секі                                           |
| (11297) 1992 PP6                      | 1992 PP6             | 5 серпня 1992     | Обсерваторія Ла-Сілья       | Анрі Дебеонь, Альваро Лопес-Ґарсіа                     |
| 11298 Ґіде (Gide)                     | 1992 RE6             | 2 вересня 1992    | Обсерваторія Ла-Сілья       | Ерік Вальтер Ельст                                     |
| 11299 Аннафройд (Annafreud)           | 1992 SA22            | 22 вересня 1992   | Обсерваторія Ла-Сілья       | Ерік Вальтер Ельст                                     |
| (11300) 1992 WG2                      | 1992 WG2             | 18 листопада 1992 | Обсерваторія Кушіро         | Сейджі Уеда, Хіроші Канеда                             |

| ← Астероїди 10001—20000 → |             |             |             |             |             |             |             |             |             |
| 10001—10100               | 11001—11100 | 12001—12100 | 13001—13100 | 14001—14100 | 15001—15100 | 16001—16100 | 17001—17100 | 18001—18100 | 19001—19100 |
| 10101—10200               | 11101—11200 | 12101—12200 | 13101—13200 | 14101—14200 | 15101—15200 | 16101—16200 | 17101—17200 | 18101—18200 | 19101—19200 |
| 10201—10300               | 11201—11300 | 12201—12300 | 13201—13300 | 14201—14300 | 15201—15300 | 16201—16300 | 17201—17300 | 18201—18300 | 19201—19300 |
| 10301—10400               | 11301—11400 | 12301—12400 | 13301—13400 | 14301—14400 | 15301—15400 | 16301—16400 | 17301—17400 | 18301—18400 | 19301—19400 |
| 10401—10500               | 11401—11500 | 12401—12500 | 13401—13500 | 14401—14500 | 15401—15500 | 16401—16500 | 17401—17500 | 18401—18500 | 19401—19500 |
| 10501—10600               | 11501—11600 | 12501—12600 | 13501—13600 | 14501—14600 | 15501—15600 | 16501—16600 | 17501—17600 | 18501—18600 | 19501—19600 |
| 10601—10700               | 11601—11700 | 12601—12700 | 13601—13700 | 14601—14700 | 15601—15700 | 16601—16700 | 17601—17700 | 18601—18700 | 19601—19700 |
| 10701—10800               | 11701—11800 | 12701—12800 | 13701—13800 | 14701—14800 | 15701—15800 | 16701—16800 | 17701—17800 | 18701—18800 | 19701—19800 |
| 10801—10900               | 11801—11900 | 12801—12900 | 13801—13900 | 14801—14900 | 15801—15900 | 16801—16900 | 17801—17900 | 18801—18900 | 19801—19900 |
| 10901—11000               | 11901—12000 | 12901—13000 | 13901—14000 | 14901—15000 | 15901—16000 | 16901—17000 | 17901—18000 | 18901—19000 | 19901—20000 |